# 額我略九世

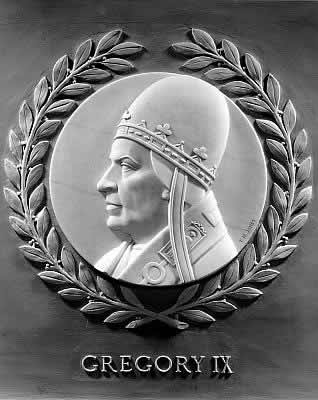
額我略九世

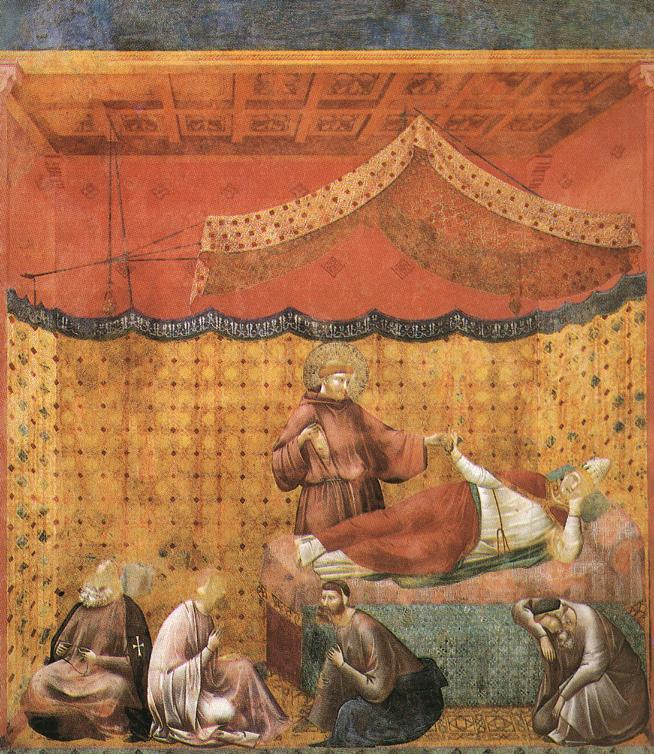
額我略九世

額我略九世（拉丁語：Gregorius PP. IX；約1143年—1241年8月22日）本名塞尼的烏戈利諾（Ugolino di Segni），1227年3月19日當選教宗，同年3月21日即位至1241年8月22日為止。
额我略九世是罗马贵族出身，諾森三世的亲戚，1198年任枢机主教。当选为教宗后，坚持教宗权力至上，从不放松对神圣罗马帝国皇帝的斗争，于1227年、1239年曾两次开除神圣罗马帝国皇帝腓特烈二世的教籍。1229年下令正式建立“异端审判法庭”（“宗教裁判所”），1233年授予多米尼克僧团以审查“异端”的独立权力。异端法庭主要设在法国、意大利和西班牙等国。以镇压“异端”为名，残酷迫害那些敢于揭露教会黑暗、反对封建势力的人，其中包括进步思想家和自然科学家，几个世纪以来有数以千、万计的被害者。

## 譯名列表
- 額我略九世：天主教香港教區禮儀委員會：禧年專頁 （页面存档备份，存于）作額我略。
- 國瑞九世：香港天主教教區檔案　歷任教宗作國瑞。
- 格列高列九世：《大英簡明百科知識庫》2005年版[]作格列高列。
- 格雷戈里九世：《世界人名翻譯大辭典》1993年版作格雷戈里。
- 格列哥里九世：國立編譯舘作格列哥里。